# Hełm górniczy

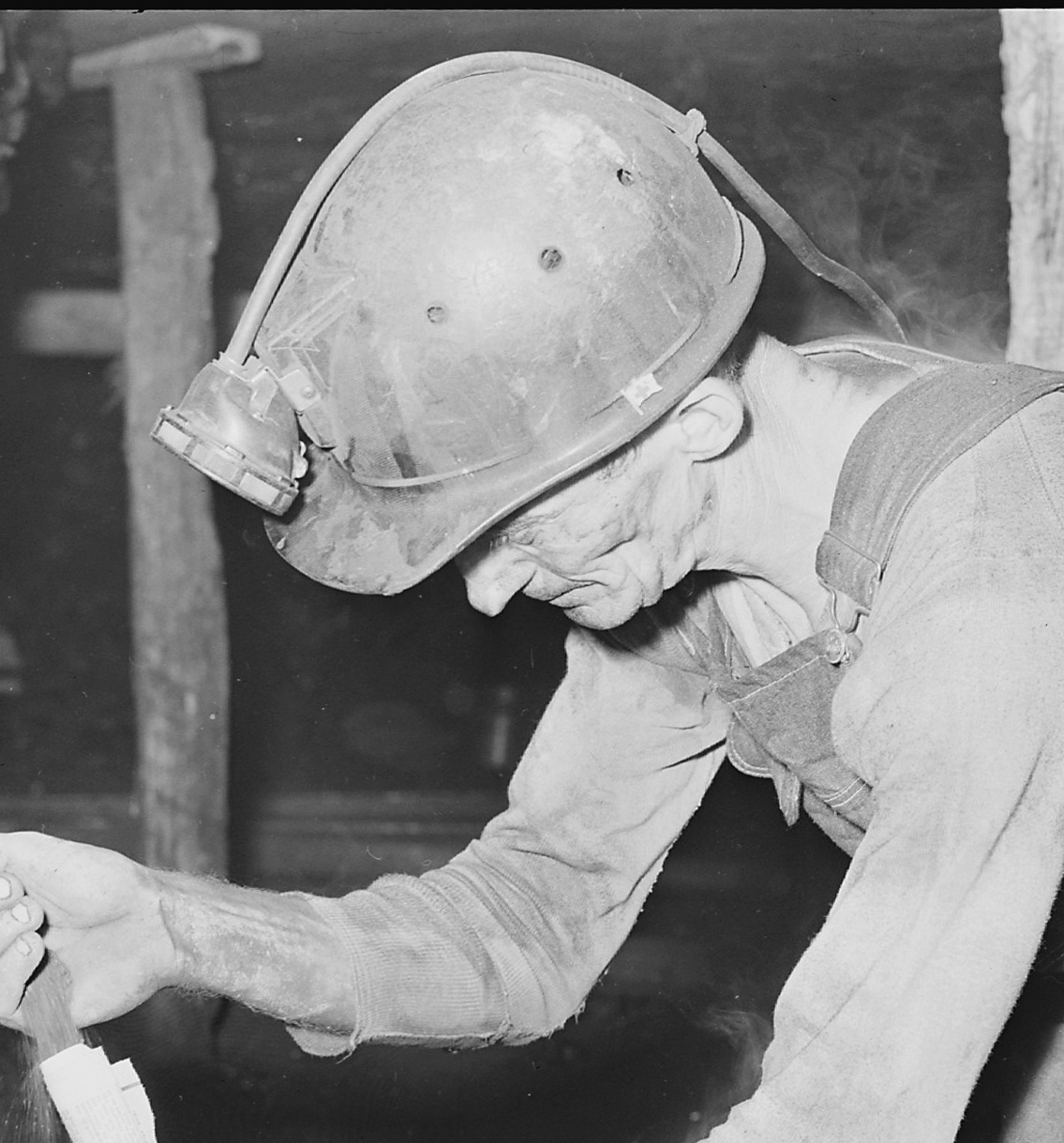
Hełm górniczy

Hełm górniczy – rodzaj kasku (tradycyjnie nazywanego „hełmem”) przeznaczonego do ochronny głowy przed mechanicznymi urazami osób pracujących w górnictwie. 
Kask tego typu powinien posiadać odpowiednie certyfikaty i dopuszczenia do pracy w warunkach dołowych. Zazwyczaj można w nim wyróżnić następujące elementy: skorupę, więźbę (szkielet podtrzymujący), potnik, uchwyt lampy, uchwyt kabla, pasek podbródkowy, daszek chroniący twarz, otwory wentylacyjne. Niektóre hełmy są przystosowane do wspólnego stosowania z maskami, ochronnikami słuchu czy przyłbicami. 
W górnictwie węgla kamiennego stosuje się zróżnicowaną kolorystykę hełmów, mającą na celu identyfikację stanowiska pracy danego górnika. Zazwyczaj kolorystyka jest następująca (dla górników Kompanii Węglowej):
- kolor biały - dozór kopalni
- kolor biały z czerwonym paskiem lub naklejka stacji górniczej - instruktorzy strzałowi i ratownicy górniczy
- kolor niebieski z napisem SYGNALISTA - sygnaliści szybowi
- kolor brązowy - górnicy
- kolor brązowy z białym (białym odblaskowym) paskiem wokół - górnicy strzałowi (niektóre kopalnie PGG)
- kolor niebieski - oddziały maszynowe (ślusarze, hydraulicy, kierowcy kolejek spalinowych podwieszanych)
- kolor czerwony - nowo przyjęci
- kolor zielony - oddziały elektryczne, automatyki, metanometrii i łączności
- kolor żółty - oddział przewozowy (pociągi dołowe)
- kolor pomarańczowy - firmy zewnętrzne, nowo przyjęci
- kolor szary- górnicy wiertacze

W Zakładach Górniczych KGHM stosuje się trochę odmienną kolorystykę hełmów, mającą na celu identyfikację stanowiska pracy. Kolorystyka jest następująca:
- kolor biały - dozór kopalni
- kolor biały z czerwonym paskiem lub naklejka stacji górniczej - instruktorzy strzałowi i ratownicy górniczy
- kolor czerwony - górnicy strzałowi
- kolor niebieski - sygnaliści szybowi, ślusarze, hydraulicy, budowlańcy, operatorzy maszyn samojezdnych, montażyści,maszyniści maszyn wyciągowych
- kolor brązowy - górnicy
- kolor zielony - nowo przyjęci, goście, praktykanci,stażyści
- kolor żółty - elektrycy
- kolor pomarańczowy - mierniczy górniczy, geologowie, pracownicy działu technicznej kontroli jakości